# Finders Keepers
Finders Keepers, född 4 maj 2001 i Växjö, död 3 juni 2014, var en svensk varmblodig travhäst. Han tränades av Åke Svanstedt större delen av sin tävlingskarriär. I slutet av tävlingskarriären tränades han av Veijo Heiskanen. 
Finders Keepers tävlade mellan 2003 och 2012 och sprang in 7,4 miljoner kronor på 124 starter varav 27 segrar, 19 andraplatser och 14 tredjeplatser. Han inledde karriären i april 2004, och tog första segern i augusti 2004. Bland hans främsta meriter räknas segrarna i Jubileumspokalen (2008), Årjängs Stora Sprinterlopp (2008), Jämtlands Stora Pris (2008), Örebro Intn'l (2007) samt en tredjeplats i Olympiatravet (2008).

## Karriär

### Säsongerna 2003–2007
Hösten 2003 gick Finders Keepers ett premielopp, samt ett kvallopp för tränare Åke Svanstedt. Han tävlingsdebuterade kommande vår, den 15 april 2004, i ett lopp på Åbytravet. I loppet kördes han av Glenn H. Persson och slutade på en sjundeplats. Första segern togs den 26 augusti 2004 på Åbytravet, då med Svanstedt själv i sulkyn.
Under säsongen 2005 tog Finders Keepers fyra raka segrar, varav tre inom rikstoto. Han vann bland annat Klass I-finalen på Solvalla och ett försök till Bronsdivisionen.
Säsongen 2007 vann Finders Keepers bland annat finalen av Silverdivisionen, och kom på andra plats i Jämtlands Stora Pris. Han tog även sin första Grupp 2-seger i Örebro Intn'l.

### Säsongen 2008 och framåt
Sin penningmässigt bästa säsong hade Finders Keepers under säsongen 2008. Den 19 april 2008 blev Finders Keepers trea i Olympiatravet på Åbytravet tillsammans med Stefan Söderkvist i sulkyn. Svanstedts två andra hästar i loppet, Adams Hall (körd av Johnny Takter) och Torvald Palema (körd av Svanstedt själv) kom på andra, respektive första plats. Den 7 juni 2008 segrade Finders Keepers i Jämtlands Stora Pris. Segern var värd 750 000 kronor.
Under säsongen 2008 vann han även Årjängs Stora Sprinterlopp och Jubileumspokalen, där han tog första miljonseger och sin första Grupp 1-seger. Han deltog även i årets upplaga av Åby Stora Pris. Han blev även inbjuden till 2008 års upplaga av Elitloppet, där han slutade på fjärde plats i försöksheatet, och kvalificerade sig därmed till finalheatet. I finalheatet slutade han oplacerad.
Säsongen 2009 inledde Finders Keepers i Frankrike då han deltog i det franska vintermeetinget, dock utan större framgång. Den 11 april 2009 vann han Rommeheatet på nya rekordtiden 1.11,0, och kvalificerade sig därmed till Olympiatravet, där han slutade oplacerad. På grund av skadeproblem gjorde han endast nio starter under 2009, varav två segrar. Under säsongen 2010 och 2011 blev det sammanlagt två segrar på 31 starter.
Finders Keepers flyttades från Svanstedt till Veijo Heiskanen i oktober 2011, men tog endast två segrar i dennes regi under säsongerna 2011–2012.

## Större segrar i urval
| År   | Lopp                           | Kusk              | Tränare       | Grupp   |
| ---- | ------------------------------ | ----------------- | ------------- | ------- |
| 2007 | Silverdivisionen, final, april | Stefan Söderkvist | Åke Svanstedt |         |
| 2007 | Örebro Intn'l                  | Stefan Söderkvist | Åke Svanstedt | Grupp 2 |
| 2008 | Jämtlands Stora Pris           | Åke Svanstedt     | Åke Svanstedt | Grupp 2 |
| 2008 | Årjängs Stora Sprinterlopp     | Åke Svanstedt     | Åke Svanstedt | Grupp 2 |
| 2008 | Jubileumspokalen               | Åke Svanstedt     | Åke Svanstedt | Grupp 1 |
| 2009 | Rommeheatet                    | Åke Svanstedt     | Åke Svanstedt |         |